# Batrachorhina orientalis
Batrachorhina orientalis är en skalbaggsart som beskrevs av Stefan von Breuning 1956. Batrachorhina orientalis ingår i släktet Batrachorhina och familjen långhorningar. Inga underarter finns listade.